# Mercy Tour
Mercy Tour bylo koncertní turné velšského hudebníka Johna Calea, které odehrál na podporu svého alba Mercy, vydaného v lednu 2023. Probíhalo od 6. února do 5. března 2023 v devíti evropských zemích: Spojeném království (Liverpool, Londýn, Bexhill-on-Sea, Birmingham, Cambridge), Francii (Paříž), Německu (Karlsruhe, Frankfurt nad Mohanem, Hamburk, Lipsko, Berlín, Mnichov), Švýcarsku (Ženeva), Lucembursku (Dudelange), Nizozemsku (Amsterdam), Belgii (Antverpy), Česku (Praha) a Rakousku (Vídeň, Wels). S devatenácti zastávkami během 28 dnů šlo o Caleovo první velké turné od Shifty Adventures in Nookie Wood Tour, probíhajícího s přestávkami od října 2012 do března 2013 na podporu jeho předchozího alba Shifty Adventures in Nookie Wood.
Calea při turné doprovázeli tři hudebníci: kytarista Dustin Boyer, který s ním hraje od roku 2005, baskytarista Joey Maramba, od 2011, a bubeník Alex Thomas, jenž nahradil Caleova dosavadního bubeníka Deantoniho Parkse (sám s Calem koncertoval již v letech 2012–2013). Samotný Cale zpíval a hrál na klávesy, při většině koncertů rovněž v jedné až dvou písních na elektrickou kytaru (při různých koncertech „Cable Hogue“, „Helen of Troy“, „Pablo Picasso“, „Ship of Fools“). Z nového alba Cale původně hrál šest písní, později pět, ke konci turné již jen čtyři. Dále hrál písně vzniklé od sedmdesátých do nultých let, více prostoru dostalo album Paris 1919 (1973), z něhož při některých koncertech hrál až tři písně. Při dvou koncertech zahrál coby přídavek píseň z repertoáru své bývalé skupiny The Velvet Underground. Při třech vystoupeních zahrál jako přídavek bez doprovodu kapely píseň „Close Watch“. Při všech koncertech zaznělo pouze šest písní: „Jumbo (In Tha Modern World)“, „Mercy“, „Moonstruck (Nico's Song)“, „Night Crawling“, „Rosegarden Funeral of Sores“ a „Villa Albani“.
Při britských koncertech Caleovi předskakovala jihoafrická zpěvačka Manu Grace, v Paříži francouzská hudebnice vystupující pod jménem HSRS, a v Ženevě duo Sky of Augustine; ostatní koncerty proběhly bez předskokana. Koncerty v Antverpách, Praze, Vídni a Mnichově byly vyprodané. Některé koncerty proběhly v malých klubech pro nižší stovky lidí (Vídeň), jiné v halách pro několik tisíc lidí (Berlín).

## Hudebníci
- John Cale – zpěv, klávesy, elektrická kytara
- Dustin Boyer – elektrická kytara, doprovodné vokály
- Joey Maramba – baskytara, doprovodné vokály
- Alex Thomas – bicí, syntezátory, doprovodné vokály

## Koncerty
| Datum          | Stát               | Město                 | Místo               | Setlist |
| -------------- | ------------------ | --------------------- | ------------------- | --- |
| 6. února 2023  | Spojené království | Liverpool             | Philharmonic Hall   | 1. „Jumbo (In Tha Modern World)“ (2006) 2. „Moonstruck (Nico's Song)“ (Mercy, 2023) 3. „Rosegarden Funeral of Sores“ (1980) 4. „Mercy“ (Mercy, 2023) 5. „Night Crawling“ (Mercy, 2023) 6. „Pretty People“ (Mercy, 2023) 7. „Wasteland“ (Black Acetate, 2005) 8. „Guts“ (Slow Dazzle, 1975) 9. „Noise of You“ (Mercy, 2023) 10. „Cable Hogue“ (Helen of Troy, 1975) 11. „Half Past France“ (Paris 1919, 1973) 12. „Out Your Window“ (Mercy, 2023) 13. „Villa Albani“ (Caribbean Sunset, 1984) |
| 8. února 2023  | Spojené království | Londýn                | Palladium           | 1. „Jumbo (In Tha Modern World)“ (2006) 2. „Moonstruck (Nico's Song)“ (Mercy, 2023) 3. „Rosegarden Funeral of Sores“ (1980) 4. „Mercy“ (Mercy, 2023) 5. „Night Crawling“ (Mercy, 2023) 6. „Pretty People“ (Mercy, 2023) 7. „Wasteland“ (Black Acetate, 2005) 8. „Guts“ (Slow Dazzle, 1975) 9. „Noise of You“ (Mercy, 2023) 10. „Cable Hogue“ (Helen of Troy, 1975) 11. „Half Past France“ (Paris 1919, 1973) 12. „Out Your Window“ (Mercy, 2023) 13. „Villa Albani“ (Caribbean Sunset, 1984) 14. „Heartbreak Hotel“ (Slow Dazzle, 1975) |
| 10. února 2023 | Spojené království | Bexhill-on-Sea        | De La Warr Pavilion | 1. „Jumbo (In Tha Modern World)“ (2006) 2. „The Endless Plain of Fortune“ (Paris 1919, 1973) 3. „Chinese Envoy“(Music for a New Society, 1982) 4. „Moonstruck (Nico's Song)“ (Mercy, 2023) 5. „Rosegarden Funeral of Sores“ (1980) 6. „Mercy“ (Mercy, 2023) 7. „Night Crawling“ (Mercy, 2023) 8. „Noise of You“ (Mercy, 2023) 9. „Ship of Fools“ (Fear, 1974) 10. „Pablo Picasso“ (Helen of Troy, 1975) 11. „Villa Albani“ (Caribbean Sunset, 1984) |
| 11. února 2023 | Spojené království | Birmingham            | Town Hall           | 1. „Jumbo (In Tha Modern World)“ (2006) 2. „Moonstruck (Nico's Song)“ (Mercy, 2023) 3. „Rosegarden Funeral of Sores“ (1980) 4. „Mercy“ (Mercy, 2023) 5. „Night Crawling“ (Mercy, 2023) 6. „Wasteland“ (Black Acetate, 2005) 7. „Guts“ (Slow Dazzle, 1975) 8. „Noise of You“ (Mercy, 2023) 9. „Cable Hogue“ (Helen of Troy, 1975) 10. „Half Past France“ (Paris 1919, 1973) 11. „Out Your Window“ (Mercy, 2023) 12. „Villa Albani“ (Caribbean Sunset, 1984) 13. „Close Watch“ (Helen of Troy, 1975) |
| 12. února 2023 | Spojené království | Cambridge             | Corn Exchange       | 1. „Jumbo (In Tha Modern World)“ (2006) 2. „Moonstruck (Nico's Song)“ (Mercy, 2023) 3. „Rosegarden Funeral of Sores“ (1980) 4. „Mercy“ (Mercy, 2023) 5. „Night Crawling“ (Mercy, 2023) 6. „Pretty People“ (Mercy, 2023) 7. „Wasteland“ (Black Acetate, 2005) 8. „Guts“ (Slow Dazzle, 1975) 9. „Noise of You“ (Mercy, 2023) 10. „Cable Hogue“ (Helen of Troy, 1975) 11. „Half Past France“ (Paris 1919, 1973) 12. „Out Your Window“ (Mercy, 2023) 13. „Villa Albani“ (Caribbean Sunset, 1984) |
| 14. února 2023 | Francie            | Paříž                 | Salle Pleyel        | 1. „Jumbo (In Tha Modern World)“ (2006) 2. „Moonstruck (Nico's Song)“ (Mercy, 2023) 3. „Rosegarden Funeral of Sores“ (1980) 4. „Mercy“ (Mercy, 2023) 5. „Night Crawling“ (Mercy, 2023) 6. „Pretty People“ (Mercy, 2023) 7. „Wasteland“ (Black Acetate, 2005) 8. „Guts“ (Slow Dazzle, 1975) 9. „Noise of You“ (Mercy, 2023) 10. „Cable Hogue“ (Helen of Troy, 1975) 11. „Half Past France“ (Paris 1919, 1973) 12. „Villa Albani“ (Caribbean Sunset, 1984) 13. „Heartbreak Hotel“ (Slow Dazzle, 1975) |
| 16. února 2023 | Německo            | Karlsruhe             | Tollhaus            | 1. „Jumbo (In Tha Modern World)“ (2006) 2. „Moonstruck (Nico's Song)“ (Mercy, 2023) 3. „Rosegarden Funeral of Sores“ (1980) 4. „Mercy“ (Mercy, 2023) 5. „Night Crawling“ (Mercy, 2023) 6. „Pretty People“ (Mercy, 2023) 7. „Wasteland“ (Black Acetate, 2005) 8. „Guts“ (Slow Dazzle, 1975) 9. „Noise of You“ (Mercy, 2023) 10. „Cable Hogue“ (Helen of Troy, 1975) 11. „Half Past France“ (Paris 1919, 1973) 12. „Villa Albani“ (Caribbean Sunset, 1984) 13. „Heartbreak Hotel“ (Slow Dazzle, 1975) |
| 17. února 2023 | Švýcarsko          | Ženeva                | Alhambra            | 1. „Jumbo (In Tha Modern World)“ (2006) 2. „Moonstruck (Nico's Song)“ (Mercy, 2023) 3. „Rosegarden Funeral of Sores“ (1980) 4. „Mercy“ (Mercy, 2023) 5. „Night Crawling“ (Mercy, 2023) 6. „Pretty People“ (Mercy, 2023) 7. „Wasteland“ (Black Acetate, 2005) 8. „Guts“ (Slow Dazzle, 1975) 9. „Noise of You“ (Mercy, 2023) 10. „Half Past France“ (Paris 1919, 1973) 11. „Villa Albani“ (Caribbean Sunset, 1984) 12. „Close Watch“ (Helen of Troy, 1975) |
| 19. února 2023 | Německo            | Frankfurt nad Mohanem | Batschkapp          | 1. „Jumbo (In Tha Modern World)“ (2006) 2. „Moonstruck (Nico's Song)“ (Mercy, 2023) 3. „Rosegarden Funeral of Sores“ (1980) 4. „Mercy“ (Mercy, 2023) 5. „Night Crawling“ (Mercy, 2023) 6. „Wasteland“ (Black Acetate, 2005) 7. „Guts“ (Slow Dazzle, 1975) 8. „Noise of You“ (Mercy, 2023) 9. „Cable Hogue“ (Helen of Troy, 1975) 10. „Half Past France“ (Paris 1919, 1973) 11. „Out Your Window“ (Mercy, 2023) 12. „Villa Albani“ (Caribbean Sunset, 1984) 13. „I'm Waiting for the Man“ (The Velvet Underground & Nico, 1967) |
| 20. února 2023 | Lucembursko        | Dudelange             | Opderschmelz        | 1. „Jumbo (In Tha Modern World)“ (2006) 2. „Moonstruck (Nico's Song)“ (Mercy, 2023) 3. „Rosegarden Funeral of Sores“ (1980) 4. „Mercy“ (Mercy, 2023) 5. „Night Crawling“ (Mercy, 2023) 6. „Wasteland“ (Black Acetate, 2005) 7. „Guts“ (Slow Dazzle, 1975) 8. „Noise of You“ (Mercy, 2023) 9. „Half Past France“ (Paris 1919, 1973) 10. „Out Your Window“ (Mercy, 2023) 11. „Villa Albani“ (Caribbean Sunset, 1984) 12. „Heartbreak Hotel“ (Slow Dazzle, 1975) |
| 22. února 2023 | Nizozemsko         | Amsterdam             | Paradiso            | 1. „Jumbo (In Tha Modern World)“ (2006) 2. „Moonstruck (Nico's Song)“ (Mercy, 2023) 3. „Rosegarden Funeral of Sores“ (1980) 4. „Mercy“ (Mercy, 2023) 5. „Night Crawling“ (Mercy, 2023) 6. „Wasteland“ (Black Acetate, 2005) 7. „Guts“ (Slow Dazzle, 1975) 8. „Noise of You“ (Mercy, 2023) 9. „Cable Hogue“ (Helen of Troy, 1975) 10. „Half Past France“ (Paris 1919, 1973) 11. „Out Your Window“ (Mercy, 2023) 12. „Villa Albani“ (Caribbean Sunset, 1984) 13. „Heartbreak Hotel“ (Slow Dazzle, 1975) |
| 23. února 2023 | Belgie             | Antverpy              | De Roma             | 1. „Jumbo (In Tha Modern World)“ (2006) 2. „The Endless Plain of Fortune“ (Paris 1919, 1973) 3. „Chinese Envoy“ (Music for a New Society, 1982) 4. „Moonstruck (Nico's Song)“ (Mercy, 2023) 5. „Rosegarden Funeral of Sores“ (1980) 6. „Mercy“ (Mercy, 2023) 7. „Night Crawling“ (Mercy, 2023) 8. „Ghost Story“ (Vintage Violence, 1970) 9. „Out Your Window“ (Mercy, 2023) 10. „Helen of Troy“ (Helen of Troy, 1975) 11. „Half Past France“ (Paris 1919, 1973) 12. „Hanky Panky Nohow“ (Paris 1919, 1973) 13. „Villa Albani“ (Caribbean Sunset, 1984) 14. „Heartbreak Hotel“ (Slow Dazzle, 1975)                                                        |
| 25. února 2023 | Německo            | Hamburk               | Kampnagel K6        | 1. „Jumbo (In Tha Modern World)“ (2006) 2. „The Endless Plain of Fortune“ (Paris 1919, 1973) 3. „Chinese Envoy“ (Music for a New Society, 1982) 4. „Moonstruck (Nico's Song)“ (Mercy, 2023) 5. „Rosegarden Funeral of Sores“ (1980) 6. „Mercy“ (Mercy, 2023) 7. „Night Crawling“ (Mercy, 2023) 8. „Ghost Story“ (Vintage Violence, 1970) 9. „Out Your Window“ (Mercy, 2023) 10. „Helen of Troy“ (Helen of Troy, 1975) 11. „Half Past France“ (Paris 1919, 1973) 12. „Hanky Panky Nohow“ (Paris 1919, 1973) 13. „Villa Albani“ (Caribbean Sunset, 1984) 14. „Pablo Picasso“ (Helen of Troy, 1975) 15. >> „Mary Lou“                                       |
| 26. února 2023 | Německo            | Lipsko                | Haus Auensee        | 1. „Jumbo (In Tha Modern World)“ (2006) 2. „The Endless Plain of Fortune“ (Paris 1919, 1973) 3. „Chinese Envoy“ (Music for a New Society, 1982) 4. „Moonstruck (Nico's Song)“ (Mercy, 2023) 5. „Rosegarden Funeral of Sores“ (1980) 6. „Mercy“ (Mercy, 2023) 7. „Night Crawling“ (Mercy, 2023) 8. „Ghost Story“ (Vintage Violence, 1970) 9. „Out Your Window“ (Mercy, 2023) 10. „Helen of Troy“ (Helen of Troy, 1975) 11. „Half Past France“ (Paris 1919, 1973) 12. „Hanky Panky Nohow“ (Paris 1919, 1973) 13. „Villa Albani“ (Caribbean Sunset, 1984) 14. „Heartbreak Hotel“ (Slow Dazzle, 1975)                                                        |
| 28. února 2023 | Německo            | Berlín                | Verti Music Hall    | 1. „Jumbo (In Tha Modern World)“ (2006) 2. „The Endless Plain of Fortune“ (Paris 1919, 1973) 3. „Night Crawling“ (Mercy, 2023) 4. „Chinese Envoy“ (Music for a New Society, 1982) 5. „Moonstruck (Nico's Song)“ (Mercy, 2023) 6. „Rosegarden Funeral of Sores“ (1980) 7. „Mercy“ (Mercy, 2023) 8. „Ghost Story“ (Vintage Violence, 1970) 9. „Out Your Window“ (Mercy, 2023) 10. „Cable Hogue“ (Helen of Troy, 1975) 11. „Helen of Troy“ (Helen of Troy, 1975) 12. „Half Past France“ (Paris 1919, 1973) 13. „Hanky Panky Nohow“ (Paris 1919, 1973) 14. „Villa Albani“ (Caribbean Sunset, 1984)                                                           |
| 1. března 2023 | Česko              | Praha                 | Divadlo Archa       | 1. „Jumbo (In Tha Modern World)“ (2006) 2. „The Endless Plain of Fortune“ (Paris 1919, 1973) 3. „Night Crawling“ (Mercy, 2023) 4. „Chinese Envoy“ (Music for a New Society, 1982) 5. „Moonstruck (Nico's Song)“ (Mercy, 2023) 6. „Rosegarden Funeral of Sores“ (1980) 7. „Mercy“ (Mercy, 2023) 8. „Ghost Story“ (Vintage Violence, 1970) 9. „Out Your Window“ (Mercy, 2023) 10. „Wasteland“ (Black Acetate, 2005) 11. „Cable Hogue“ (Helen of Troy, 1975) 12. „Half Past France“ (Paris 1919, 1973) 13. „Hanky Panky Nohow“ (Paris 1919, 1973) 14. „Villa Albani“ (Caribbean Sunset, 1984) 15. „Heartbreak Hotel“ (Slow Dazzle, 1975)                    |
| 2. března 2023 | Rakousko           | Vídeň                 | Porgy & Bess        | 1. „Jumbo (In Tha Modern World)“ (2006) 2. „The Endless Plain of Fortune“ (Paris 1919, 1973) 3. „Night Crawling“ (Mercy, 2023) 4. „Chinese Envoy“ (Music for a New Society, 1982) 5. „Moonstruck (Nico's Song)“ (Mercy, 2023) 6. „Rosegarden Funeral of Sores“ (1980) 7. „Mercy“ (Mercy, 2023) 8. „Ghost Story“ (Vintage Violence, 1970) 9. „Out Your Window“ (Mercy, 2023) 10. „Wasteland“ (Black Acetate, 2005) 11. „Cable Hogue“ (Helen of Troy, 1975) 12. „Half Past France“ (Paris 1919, 1973) 13. „Hanky Panky Nohow“ (Paris 1919, 1973) 14. „Villa Albani“ (Caribbean Sunset, 1984) 15. „Heartbreak Hotel“ (Slow Dazzle, 1975)                    |
| 4. března 2023 | Rakousko           | Wels                  | Stadttheater        | 1. „Jumbo (In Tha Modern World)“ (2006) 2. „The Endless Plain of Fortune“ (Paris 1919, 1973) 3. „Night Crawling“ (Mercy, 2023) 4. „Style It Takes“ (Songs for Drella, 1990) 5. „Moonstruck (Nico's Song)“ (Mercy, 2023) 6. „Rosegarden Funeral of Sores“ (1980) 7. „Mercy“ (Mercy, 2023) 8. „Ghost Story“ (Vintage Violence, 1970) 9. „Out Your Window“ (Mercy, 2023) 10. „Wasteland“ (Black Acetate, 2005) 11. „Cable Hogue“ (Helen of Troy, 1975) 12. „Half Past France“ (Paris 1919, 1973) 13. „Hanky Panky Nohow“ (Paris 1919, 1973) 14. „Villa Albani“ (Caribbean Sunset, 1984) 15. „Close Watch“ (Helen of Troy, 1975)                             |
| 5. března 2023 | Německo            | Mnichov               | Muffathalle         | 1. „Jumbo (In Tha Modern World)“ (2006) 2. „The Endless Plain of Fortune“ (Paris 1919, 1973) 3. „Night Crawling“ (Mercy, 2023) 4. „Style It Takes“ (Songs for Drella, 1990) 5. „Moonstruck (Nico's Song)“ (Mercy, 2023) 6. „Rosegarden Funeral of Sores“ (1980) 7. „Mercy“ (Mercy, 2023) 8. „Ghost Story“ (Vintage Violence, 1970) 9. „Out Your Window“ (Mercy, 2023) 10. „Wasteland“ (Black Acetate, 2005) 11. „Cable Hogue“ (Helen of Troy, 1975) 12. „Half Past France“ (Paris 1919, 1973) 13. „Hanky Panky Nohow“ (Paris 1919, 1973) 14. „Villa Albani“ (Caribbean Sunset, 1984) 15. „I'm Waiting for the Man“ (The Velvet Underground & Nico, 1967) |